# Danger Mouse (serie animata 1981)
Danger Mouse una serie animata britannica prodotta dalla Cosgrove Hall Films nel 1981. La serie nel 1988 ha avuto poi uno spin-off, intitolato Conte Dacula. Dal 2015 è uscito un reboot omonimo.
La serie venne trasmessa in Italia sulla Rete 3 dal dicembre 1983 oltre che su Tele Svizzera all'interno del contenitore Scacciapensieri.

## Trama
La serie segue le avventure del topo Danger Mouse e dei suoi amici.

## Personaggi
- Danger Mouse
- Ernest Penfold
- Colonnello K
- Professore Heinrich Von Squawkencluck
- Agente 57
- Flying Officer Buggles Pigeon
- Hannibal Hogartey
- Mad Major Melvin
- Texas Jack McGraw McGraw

### Cattivi
- Barone Silas Greenback
- Stiletto Mafiosa
- Leatherhead
- Nero
- Dottor Augustus P. Crumhorn III
- Conte Dacula
- J. J. Quark
- Grovel
- Il Fangboner
- El Loco
- Mac The Fork
- Dudley Poyson
- Hannibal Hoggartey
- Wulfgang Bah
- Il Gremlin
- P.A.W.S.
- Mad Manuel
- Generale Ro-Mole
- Shtjevan e Davin

### Altri
- Isambard Sinclair
- Miss Boathook
- Fifi
- Zia di Penfold
- Eddy Murphee

## Episodi
| Stagione         | Episodi | Prima TV UK   | Prima TV Italia |
| ---------------- | ------- | ------------- | --------------- |
| Episodi pilota   | 2       | non trasmessi | inediti         |
| Prima stagione   | 11      | 1981          |                 |
| Seconda stagione | 30      | 1982          |                 |
| Terza stagione   | 17      | 1982          |                 |
| Quarta stagione  | 45      | 1983          |                 |
| Quinta stagione  | 10      | 1984          |                 |
| Sesta stagione   | 27      | 1984-1985     |                 |
| Settima stagione | 6       | 1986          |                 |
| Ottava stagione  | 2       | 1987          |                 |
| Nona stagione    | 6       | 1991          |                 |
| Decima stagione  | 7       | 1992          |                 |